# Istituto Leone XIII
L'istituto Leone XIII è una scuola privata paritaria di Milano fondata dalla Compagnia di Gesù nel 1893 nell'ambito delle celebrazioni della diocesi milanese per il giubileo di papa Leone XIII.

Prima della riforma sulla parità scolastica, la sua scuola elementare era pareggiata (cosiddetta parificata), mentre la scuola media e i due licei erano legalmente riconosciuti.

## Storia
La sua prima sede fu in corso di Porta Nuova, quindi si spostò a villa Sacro Cuore di Triuggio, riparando poi nel corso della seconda guerra mondiale e nell'immediato dopoguerra, presso l'istituto delle Suore Orsoline di via Parini, e dal 1950 infine si trova nella sua sede attuale in via Leone XIII, in zona Pagano.

## Strutture

### Biblioteca
La biblioteca dell'istituto, di cui padre Giulio Besana S.I. è stato per anni supervisore, conta circa 100.000 volumi, include una raccolta di 11 incunaboli, 500 cinquecentine e alcune migliaia di edizioni sei-settecentesche, oltre che libri moderni e periodici, è iscritta nel Catalogo nazionale delle biblioteche italiane e dal 1997 è parte del progetto Servizio bibliotecario nazionale. È specializzata in materie umanistiche (letteratura italiana, greca e latina, storia, filosofia, arte) e religiose (teologia, liturgia, Compagnia di Gesù). Essa è a disposizione degli studenti.

## Lo stemma
Lo stemma dell'istituto è formato al centro di un cerchio con il triagramma della Compagnia di Gesù (IHS) e, a scacchiera, la croce di san Giorgio simbolo della città di Milano e il sigillo di papa Leone XIII, a sua volta tratto dalle insegne della nobile famiglia senese dei Pecci.

## Lo sport
L'istituto comprende una piscina, un campo da calcio a 11 giocatori in erba sintetica, un campo da rugby in erba sintetica, un campo da pallacanestro all'aperto, una pista da corsa per i 100 metri piani e quattro palestre, di cui un palazzetto.
Quattro associazioni sportive affiliate al CONI che si occupano dell'attività agonistica di nuoto, basket, calcio, pallavolo ed atletica leggera.
Attività di avviamento e promozione sportiva per il minibasket, il minivolley, la scuola calcio, la ginnastica artistica e la danza.

## Direttori
Nella sua storia, l'istituto ha visto i seguenti direttori:
- Luigi Mazza
- Giacomo Riviera
- Alfonso Maria Casoli
- Andrea Giani
- Ernesto Cugini
- Giulio Roi
- Adriano Gazzana
- Giovan Battista Battisti
- Giacomo Brugnetti
- Giovan Battista Andretta
- Enrico Pozzi
- Carlo Bresciani
- Giovan Battista Andretta
- Armando Cattaneo
- Mario Merlin
- Mario Reina
- Armando Cattaneo
- Gaetano Bisol
- Luigi Pretto
- Vincenzo De Mari
- Francesco Guerello
- Gaetano Bisol
- Vincenzo De Mari
- Gabriella Tona
- Vincenzo Sibillo (dal 1º settembre 2023)